# Lex orandi, lex credendi
Lex orandi, lex credendi (en Latín: "la ley de lo que se reza [es] la ley de lo que se cree"), a veces ampliada como Lex orandi, lex credendi, lex vivendi (en Latín: "la ley de lo que se ora [es] la ley de lo que se cree [es] la ley de lo que se vive"), es un lema de la tradición cristiana, que significa que la oración y la creencia son parte integrante la una de la otra y que la liturgia no es distinta de la teología. Se refiere a la relación entre culto y creencia. Como principio cristiano antiguo, proporcionó una medida para desarrollar los antiguos credos cristianos, el canon de las escrituras y otros asuntos doctrinales. Se basa en los textos de oración de la Iglesia, es decir, en la liturgia de la Iglesia. En el Iglesia primitiva, hubo tradición litúrgica antes de que hubiera un credo común, y antes de que hubiera un canon bíblico oficialmente sancionado. Estas tradiciones litúrgicas proporcionaron el marco teológico (y doctrinal) para establecer los credos y el canon.

## Origen
Un relato temprano de la máxima se encuentra en el octavo libro de Próspero de Aquitania sobre la autoridad de los antiguos obispos de la Sede Apostólica en relación con la gracia de Dios y el libre albedrío, "Consideremos los sacramentos de las oraciones sacerdotales, que habiendo sido transmitidos por los apóstoles se celebran uniformemente en todo el mundo y en cada Iglesia católica para que la ley de orar estableciera la ley de creer [ut legem credendi lex statuat supplicandi]". "Credendi" y "supplicandi" son gerundios que son casos oblicuos del infinitivo, por lo que pueden traducirse al español como "de rezar/creer", o simplemente "de rezar/creer", respectivamente. Mientras que la máxima más general "Lex orandi, lex credendi" sugiere una relación general entre ambas, la formulación de Próspero de Aquitania establece la credibilidad de ciertas doctrinas cristianas al situar su fuente en los auténticos ritos litúrgicos de la Iglesia, describiendo así la propia liturgia como un depósito de revelación cristiana extrabíblica (parte de un conjunto de creencias extrabíblicas conocidas más colectivamente como tradición apostólica), a la que, además de las Escrituras, podían remitirse quienes desearan conocer la verdadera doctrina.  Esto sería contradicho más tarde por el principio "Sola Scriptura" de Martín Lutero y la Reforma.

## Catolicismo
El principio se considera muy importante en la teología católica. El Catecismo de la Iglesia Católica afirma: "La fe de la Iglesia precede a la fe del creyente que es invitado a adherirse a ella. Cuando la Iglesia celebra los sacramentos, confiesa la fe recibida de los apóstoles - de ahí el antiguo dicho: lex orandi, lex credendi, o legem credendi lex statuat supplicandi (la ley de orar es establecer la ley de creer) según Próspero de Aquitania. La ley de la oración es la ley de la fe: la Iglesia cree cuando reza. La liturgia es un elemento constitutivo de la Tradición santa y viva."
En un simposio celebrado con motivo de la publicación de un conjunto de reproducciones de las primeras ediciones de la Textos litúrgicos tridentinos, incluidos el Misal romano y la Breviario romano, El arzobispo Piero Marini, antiguo Maestro de las Celebraciones Litúrgicas Pontificias, presentó una ponencia titulada "Volver a las fuentes", en la que decía: "Es sobre todo en la Liturgia donde la renovación no puede prescindir de un sincero y profundo retorno a las fuentes: fuentes de lo que se celebra y fuentes de lo que se cree (lex orandi, lex credendi). Ahondando en las fuentes, el teólogo y el liturgista pretenden sencillamente penetrar en la profundidad del misterio de la fe, tal como se ha manifestado en la vida concreta de la Iglesia a lo largo de su historia".
En la encíclica Mediator Dei, el Papa Pío XII elucida este principio y aborda los errores que pueden surgir de una mala comprensión del mismo.  Afirma:
- 46. Sobre este tema juzgamos Nuestro deber rectificar una actitud con la que sin duda estáis familiarizados, Venerables Hermanos. Nos referimos al error y al razonamiento falaz de quienes han pretendido que la sagrada liturgia es una especie de banco de pruebas de las verdades que deben tenerse de la fe, queriendo decir con esto que la Iglesia está obligada a declarar sana tal doctrina cuando se comprueba que ha producido frutos de piedad y santidad por medio de los ritos sagrados de la liturgia, y a rechazarla en caso contrario. De ahí el epigrama, "Lex orandi, lex credendi" - la ley para la oración es la ley para la fe.
- 47. Pero no es esto lo que la Iglesia enseña y ordena. El culto que ella ofrece a Dios, todo bueno y grande, es una continua profesión de fe católica y un continuo ejercicio de esperanza y caridad, como dice Agustín escuetamente. "Dios debe ser adorado", dice, "por la fe, la esperanza y la caridad". En la sagrada liturgia profesamos explícita y abiertamente la fe católica, no sólo mediante la celebración de los misterios y el ofrecimiento del santo sacrificio y la administración de los sacramentos, sino también diciendo o cantando el credo o Símbolo de la fe -es, en efecto, el signo y la insignia, por así decir, del cristiano- junto con otros textos, y asimismo mediante la lectura de la Sagrada Escritura, escrita bajo la inspiración del Espíritu Santo. Toda la liturgia, por tanto, tiene por contenido la fe católica, en cuanto testimonio público de la fe de la Iglesia.
- 48. Por esta razón, siempre que se ha tratado de definir una verdad revelada por Dios, el sumo pontífice y los Concilios, al recurrir a las "fuentes teológicas", como se las llama, no pocas veces han sacado argumentos de esta ciencia sagrada de la liturgia. Por ejemplo, nuestro predecesor de inmortal memoria, Pío IX, argumentó así cuando proclamó la Inmaculada Concepción de la Virgen María. Del mismo modo, durante la discusión de una verdad dudosa o controvertida, la Iglesia y los Santos Padres no han dejado de recurrir a los ritos sagrados milenarios y venerados para obtener luz. De ahí la conocida y venerable máxima, "Legem credendi lex statuat supplicandi" - que la regla de la oración determine la regla de la creencia. La sagrada liturgia, en consecuencia, no decide ni determina independientemente y por sí misma lo que es de fe católica. Más propiamente, puesto que la liturgia es también una profesión de verdades eternas, y sujeta, como tal, a la suprema autoridad docente de la Iglesia, puede suministrar pruebas y testimonios, con toda claridad, de no poco valor, para la determinación de un punto particular de la doctrina cristiana. Pero si se quiere diferenciar y describir la relación entre la fe y la sagrada liturgia en términos absolutos y generales, es perfectamente correcto decir: "Lex credendi legem statuat supplicandi". - que la regla de la creencia determine la regla de la oración. Lo mismo vale también para las otras virtudes teologales, "In . . . fide, spe, caritate continuato desiderio semper oramus" - oramos siempre, con anhelo constante en la fe, la esperanza y la caridad.[5]

## Anglicanismo
Lex orandi, lex credendi es un carácter fundamental del anglicanismo.  Su importancia se debe principalmente al hecho de que las Escrituras son la principal fuente de autoridad para la teología anglicana. Aunque otras tradiciones toman el nombre de su teólogo fundador (por ejemplo, el calvinismo, el luteranismo, el menonita o el zwinglianismo) la Reforma anglicana no es menos agradecida al padre de la Reforma inglesa, el arzobispo Thomas Cranmer.  La postura de la Reforma inglesa es que la Iglesia está sujeta a las Escrituras, mientras que el anglocatolicismo afirma que la Tradición es igual a las Escrituras, lo que implica que la Iglesia institucional posee el mismo control sobre el contenido de la doctrina cristiana ortodoxa.  Esta diferencia es la gran divisoria entre la Reforma protestante e inglesa y la Iglesia católica romana y los anglocatólicos simpatizantes con Roma.  La vía media es un intento de revisar la Reforma inglesa en una dirección más católica romana. Otros anglicanos estarían en desacuerdo con que la Escritura sea la fuente primaria de autoridad e insistirían en que la Escritura, la Tradición y la Razón deben mantenerse en tensión como de igual importancia y autoridad.  Aunque este sentimiento se atribuye a menudo a Richard Hooker, el propio Hooker creía que a la Escritura "se le debe el primer lugar tanto de crédito como de obediencia", de hecho, la frase Lex orandi lex credendi afirma que es en nuestro culto donde expresamos nuestras creencias y que, en sí mismo, es una forma de autoridad.

## Ortodoxia
El  Patriarca Bartolomé I de Constantinopla de la Ortodoxia Oriental citó esta frase en latín con motivo de la visita del Papa Benedicto XVI, extrayendo de la frase la lección de que, "en la liturgia, se nos recuerda la necesidad de alcanzar la unidad tanto en la fe como en la oración." En lugar de considerar la Tradición como algo por debajo de la Escritura o paralela a la Escritura, los cristianos ortodoxos consideran la Escritura la culminación y expresión suprema de la Tradición divinamente comunicada de la Iglesia.  Los concilios y credos reconocidos como autoritarios se interpretan únicamente como definidores y explicativos de la fe ortodoxa transmitida a los apóstoles, sin añadir nada a ella.